# Maria Refugie

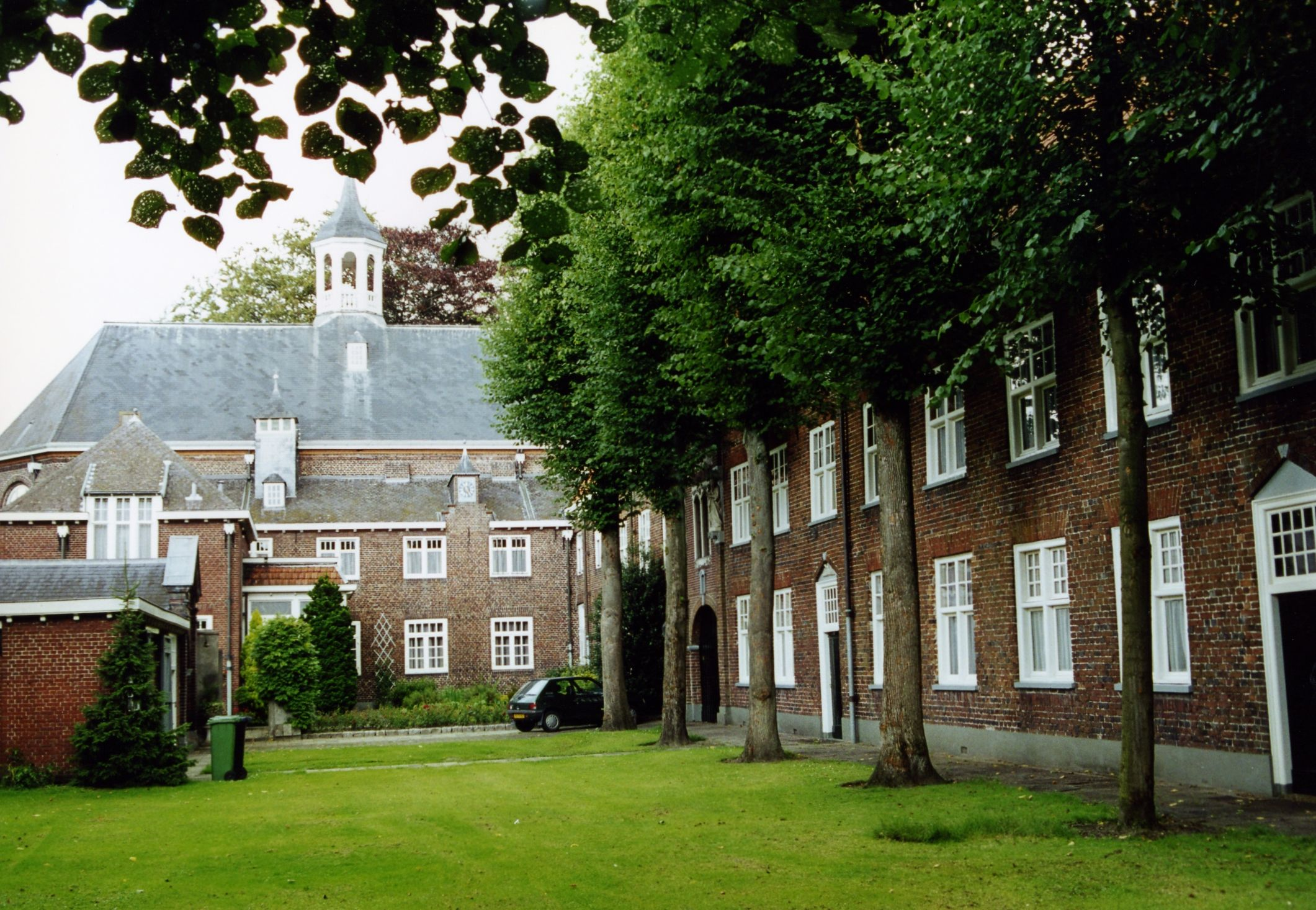
Maria Refugie

Maria Refugie is een klooster van birgittinessen te Uden dat in 1713 werd opgericht door de zusters die afkomstig waren van de abdij van Coudewater bij Rosmalen.

## Kruisheren
Nadat de kruisheren in 1629 uit 's-Hertogenbosch waren verdreven, trachtten zij zich te vestigen in Schijndel, maar ook daar werd hun functioneren onmogelijk gemaakt. In 1639 trokken ze daarom naar Uden in het Land van Ravenstein, waar de katholieke godsdienstuitoefening niet belemmerd werd. 
Aanvankelijk gingen ze wonen bij een boerderij te Vorstenburg, waar in 1652 met de bouw van een klooster begonnen werd. Toen zij de Kapel van Onze Lieve Vrouwe ter Linde gingen bedienen, was de afstand vanaf het klooster hierheen bezwaarlijk. Daarom bouwden ze in 1697 een nieuw klooster, dat in 1700 in gebruik werd genomen. Het oude klooster werd in 1711 verkocht aan de birgittinessen van Coudewater, onder leiding van abdis Theodora de Haen, die bang waren dat hun klooster zou worden opgeheven.

## Birgittinessen
De zusters troffen een vervallen en klein gebouw aan. Dit werd de basis van het klooster Maria Refugie. Eerst werden reparaties uitgevoerd, waarna een bakhuis en een school werden bijgebouwd. De zusters begonnen, om geld te verdienen, een meisjesinternaat. Van 1716 tot 1719 werd aan de uitbouw van het klooster gewerkt. Toen de Fransen binnenvielen moesten de zusters vluchten. In 1794 werd het klooster vernield en geplunderd door Franse troepen. In 1796 keerden de zusters terug en werd het klooster hersteld. Ook werd het onderwijs hervat. De zusters waren nu huurders van hun eigen gebouwen.
In 1814 echter vaardigde Napoleon het Decreet van Suppressie uit, dat de kloosters opnieuw wilde laten uitsterven door te verbieden om novicen aan te nemen. Wel mochten ze het klooster verlaten en kregen dan pensioen. Als ze bleven, kregen ze niets. Dit Decreet werd later bekrachtigd door koning Willem I. De zusters bleven zitten, en toen in 1840 koning Willem II de troon beklom, werden 15 nieuwe zusters aangenomen. Deze zusters werden voordien aangeduid als pensiongangers, maar ze maakten officieus al gewoon deel uit van de gemeenschap.
De zusters konden hun in beslag genomen gebouwen zelfs terugkopen, waarvoor echter een aantal kunstschatten verkocht moesten worden. Zij hechtten daar toen overigens nog weinig waarde aan. Wel moesten ze ook een aantal kostbare handschriften verkopen, waarvan de meeste in de verzameling van de Amsterdamse predikant D.C. van Voorst terechtkwamen. Toen deze stierf, raakten de handschriften verspreid over de gehele wereld. Er zijn 63 15e-eeuwse handschriften uit Coudewater bekend, waarvan er nog 39 in het bezit van Maria Refugie zijn. Dit zijn voornamelijk koorboeken. Een boek met heiligenlevens, waaronder dat van de heilige Barbara, is waarschijnlijk door een van de zusters geschreven.
In 1843 werd vanuit Uden het klooster Maria-Hart te Weert gesticht. In 1958 werd voor het eerst sinds 1713 weer een abdis aangesteld. In 1963 werden vier zusters naar Zweden gezonden om in Vadstena de oude orde te herstellen.
In 2009 was de jongste geprofeste zuster 37 jaar.

## Religieuze kunst
Van het ommuurde gebouw is vooral de barokke kapel uit 1720 van groot belang. Deze is gerestaureerd en herbergt, naast tal van middeleeuwse beelden, ook een 18e-eeuws altaar en een preekstoel uit dezelfde tijd. In 1952 schonk beeldhouwer Peter Roovers een Heilig Hartbeeld aan het klooster.
In 1875 verkochten de zusters enige verminkte antique beelden en enkele onaanzienlijke vermolmde en voor de Religieuzen genoegzaam doellooze voorwerpen aan Victor de Stuers, die ze in een museum wilden plaatsen. In 1883 kwamen deze beelden in het Rijksmuseum Amsterdam terecht. Het betrof onder meer enkele beelden van de Meester van Koudewater uit omstreeks 1470. Vanaf 2005 keerden deze prachtige beelden weer terug in de abdij, waar ze in het Museum voor Religieuze Kunst tentoongesteld werden, tezamen met eigen bezit.
In 1973 werd dit museum opgericht in enkele vleugels van het klooster, dat overigens nog steeds als zodanig functioneert. Naast een uitgebreide collectie, waarin religieuze kunst vanaf de middeleeuwen tot heden te zien is, zijn er wisselende thematische tentoonstellingen. Daarnaast kan men de kruidentuin bezoeken.